# Palmarès del Moadon Kaduregel Hapoel Tel Aviv
Il Moadon Kaduregel Hapoel Tel Aviv (in ebraico מועדון כדורגל הפועל תל-אביב‎?) è la sezione calcistica maschile della società polisportiva israeliana Hapoel Tel Aviv, con sede a Tel Aviv.
Fondata nel 1927, ha vinto 11 titoli nazionali, 15 Coppe d'Israele, una Coppa Toto e una AFC Champions League, traguardi che ne fanno una delle compagini israeliane più titolate.

## Competizioni nazionali
- Campionato israeliano: 11

1933-1934, 1939-1940, 1943-1944, 1956-1957, 1965-1966, 1968-1969, 1980-1981, 1985-1986, 1987-1988, 1999-2000, 2009-2010
- Coppa d'Israele: 15

1927-1928, 1933-1934, 1936-1937, 1937-1938, 1938-1939, 1960-1961, 1971-1972, 1982-1983, 1998-1999, 1999-2000, 2005-2006, 2006-2007, 2009-2010, 2010-2011, 2011-2012
- Coppa di Lega israeliana: 1

2001-2002
- Supercoppa d'Israele: 5  (record)

1957, 1966, 1969, 1970, 1981
- Liga Leumit: 1[3]

2017-2018

## Competizioni internazionali
- AFC Champions League: 1

1967

## Altri piazzamenti
- Campionato israeliano:

Secondo posto: 1931-1932, 1949-1950, 1960-1961, 1962-1963, 1969-1970, 1972-1973, 1979-1980, 1997-1998, 2000-2001, 2001-2002, 2005-2006, 2008-2009, 2010-2011, 2011-2012
Terzo posto: 1954-1955, 1955-1956, 1964-1965, 1970-1971, 1983-1984, 2002-2003, 2012-2013
- Coppa d'Israele:

Finalista: 1933, 1941, 1966-1967, 1980-1981, 1981-1982, 1987-1988, 1993-1994, 2007-2008, 2020-2021
Semifinalista: 2019-2020, 2024-2025
- Coppa di Lega israeliana:

Semifinalista: 1988-1989, 1991-1992, 2018-2019, 2021-2022
- Supercoppa d'Israele:

Finalista: 1983, 1986, 1987
- AFC Champions League:

Finalista: 1970